# Люксюгюн
Люксюгю́н (якут. Лүксүгүн) — село в Кобяйском улусе Якутии России. Входит в состав Арыктахского наслега.

## География
Село расположено на западе региона, в восточной части Центрально-Якутской равнины, у озера Люксюгюн, на региональной автодороге «Лючинская», на расстоянии 40 км от села Арыктах, центра наслега, и 215 км от посёлка городского типа Сангар, административного центра улуса.
Климат
В населённом пункте, как и во всем районе, климат резко континентальный, с продолжительным зимним и коротким летним периодами. Зимой погода ясная, с низкими температурами. Устойчивые холода зимой формируются под действием обширного антициклона, охватывающего северо-восточные и центральные улусы. Средняя месячная температура воздуха в январе находится в пределах от −28 ˚С до −40 ˚С.

## История
Согласно Закону Республики Саха (Якутия) от 30 ноября 2004 года N 173-З N 353-III село вошло в образованное муниципальное образование Арыктахский наслег.

## Население
| 2002 | 2010 | 2021 |
| ---- | ---- | ---- |
| 216  | ↗222 | ↗228 |

Национальный состав
Согласно результатам переписи 2002 года, в национальной структуре населения якуты составляли 95 % из 216 чел.

## Улицы
| - ул. Бырдакаровой, - ул. Кобякова, - ул. Кралина, | - ул. Сосновая, - ул. Соркомова, - ул. Шанхай. |

## Экономика
Животноводство (клеточное звероводство).

## Инфраструктура
Дом культуры, начальная средняя общеобразовательная школа, учреждения здравоохранения и торговли.